# Brede orchis
De brede orchis of meiorchis (Dactylorhiza majalis) is een Europese orchidee. Het is een vroege bloeier, die gewoonlijk begin mei reeds in bloei staat in vochtige graslanden.
De soort werd in Nederland vroeger wel "breedbladige orchis" genoemd.

## Etymologie
De geslachtsnaam Dactylorhiza houdt verband met het Oudgriekse δάκτυλος, daktulos (vinger) en ῥίζα, rhiza (wortel): de ondergrondse wortelknollen lijken op een hand met een aantal vingers.
De soortaanduiding majalis is ontleend aan het Latijnse 'maius' (mei), wat betrekking heeft op de bloeiperiode.

## Kenmerken

### Plant
Dactylorhiza majalis is een overblijvende geofyt. Het is een middelgrote (maximaal 40 cm), stevige plant met een dikke, holle en naar boven geribde bloemstengel, drie tot vijf verspreid staande, afstaande en gevlekte gewone, en één of twee schutbladachtige bladeren, en een dichte, rijkbebloemde cilindrische bloeiaar van maximaal 15 cm, met paarse bloemen.

### Bladeren
De onderste bladeren zijn vlak of licht gevouwen, meestal afstaand, lancetvormig tot lijn-lancetvormig, drie tot vier keer zo lang als breed, met de grootste breedte in het midden en met een spitse top. De bovenzijde is meestal gevlekt, met gevulde of ringvormige vlekken, die slechts zelden afwezig zijn. De bovenste bladeren lijken reeds veel op de schutbladeren. Van de echte schutbladeren zijn enkel de onderste langer dan de vruchtbeginsels.

### Bloemen

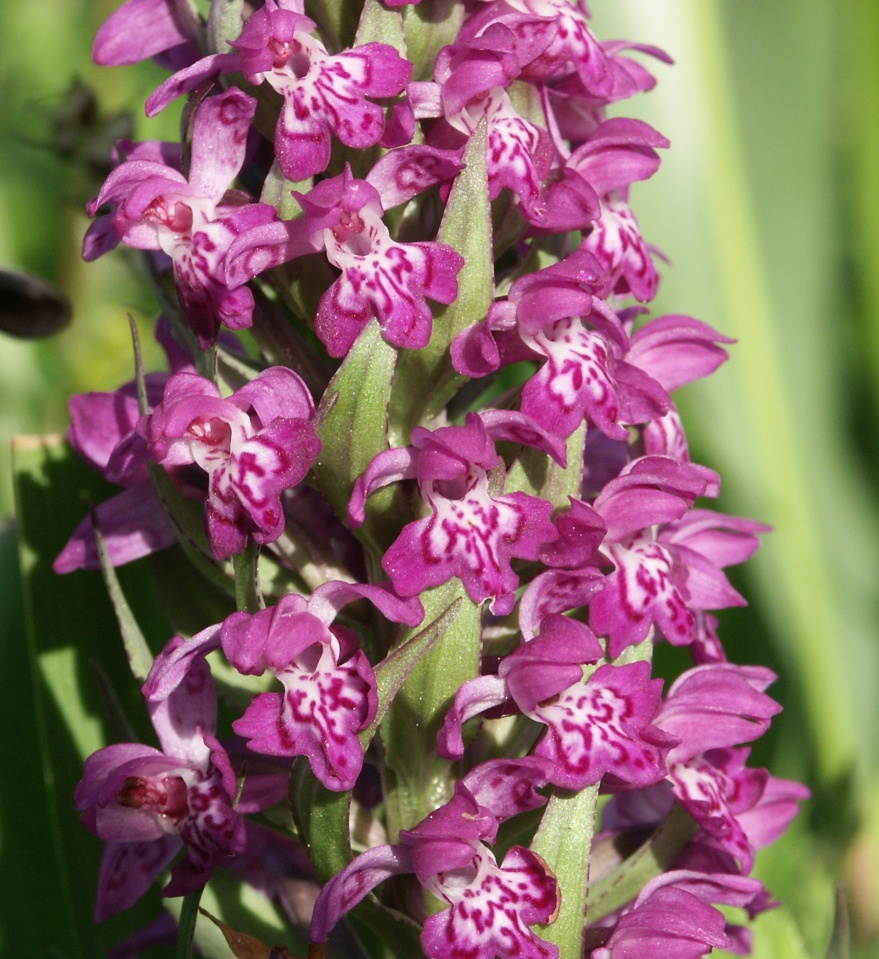
Detail bloeiwijze. De drielobbige lip is duidelijk zichtbaar.

De bloemen zijn tweezijdig symmetrisch, donkerpaars tot roodpaars gekleurd, donkerder dan de meeste andere Dactylorhiza-soorten. Ze zijn groot en volledig geopend. De zijdelingse kelkbladen zijn afstaand of naar achter geslagen. De lip is breder dan lang, steeds drielobbig, bijna vlak of met iets teruggeslagen zijlobben, en een getande rand. De grote middenlob is lichter gekleurd dan de zijlobben, met weinig tekening. Het honingmerk (de tekening op de lip) bestaat uit donkere tot vage boogjes, stippen en streepjes, tot gesloten lussen. De zijslippen wijzen omhoog. De spoor is naar onder gebogen en ongeveer driekwart zo lang als het vruchtbeginsel.
De bloeitijd is van eind april of begin mei (in laagvlakten) tot juli (in de bergen). Het is de eerste bloeiende Dactylorhiza-soort. De bloei begint reeds tijdens de groei van de plant, zodat de bloemen in het begin tussen de bladeren zitten.

### Variabiliteit
De variabiliteit binnen deze soort is vrij beperkt. Uitzonderlijk komen planten voor met ongevlekte bladeren (onder andere bij de ondersoort veenorchis). De vorm en kleur van de bloemen is vrij constant.

## Voortplanting en verspreiding
De brede orchis verspreidt zich via stoffijn zaad. Voor het overleven als plant is zij aangewezen op een mutualistische symbiose met een bodemschimmel.

## Habitat
Dactylorhiza majalis komt voor in vochtige graslanden op zure tot kalkrijke, matig voedselrijke bodem, vooral op klei of zandgrond met mineraalrijke kwel, meestal in volle zon of lichte schaduw, zoals dotterbloemgraslanden, beekdalen en beekbegeleidende bossen, zelden in hoogveenvegetaties. De soort verkiest over het algemeen iets drogere plaatsen dan de verwante vleeskleurige orchis (Dactylorhiza incarnata). In de bergen tot op 1800 m hoogte.

## Voorkomen
Dactylorhiza majalis komt voor in de Atlantische provincie van Europa, van Zuid-Scandinavië tot het noorden van Spanje en Italië. Hoever de soort naar het zuidoosten voorkomt is niet duidelijk. De soort is in zijn verspreidingsgebied over het algemeen niet zeldzaam en kan plaatselijk zelfs algemeen zijn.
In België is de plant zeer zeldzaam, in Nederland is de soort algemener.

## Plantengemeenschap
De brede orchis is een kensoort voor het gewone en spindotterbloem-verbond (Calthion palustris), een verbond van plantengemeenschappen van bloemrijke, drassige graslanden op mineraalrijke bodems.
Ook is ze een indicatorsoort voor het dotterbloemgrasland, een karteringseenheid in de Biologische Waarderingskaart (BWK) van Vlaanderen en het Brussels Hoofdstedelijk Gewest met als code 'hc'.

## Verwante en gelijkende soorten
Van Dactylorhiza komt een tiental sterk gelijkende soorten in België en Nederland voor.
De soort kan onderscheiden worden door de vroege bloeitijd (als eerste van de Dactylorhiza-soorten), zijn forse habitus en holle stengel, en de donkere, drielobbige bloemlip.

## Bedreiging en bescherming
Dactylorhiza majalis wordt vooral bedreigd door het verdwijnen van zijn voorkeurshabitat door drooglegging, ingebruikname door de landbouw en vermesting van vochtige biotopen. In sommige natuurgebieden wordt de grond kunstmatig schraal gehouden door na het maaien het gras af te voeren. Op deze wijze blijft de brede orchis behouden in deze gebieden.
De soort staat op de Vlaamse Rode Lijst van planten en de ondersoort Dactylorhiza majalis subsp. majalis op de lijst van wettelijk beschermde planten in België.
Op de Nederlandse Rode lijst van planten staat de soort als vrij zeldzaam en sterk afgenomen. In Nederland is de plant vanaf 1 januari 2017 niet meer wettelijk beschermd.
In Frankrijk is de plant beschermd op regionaal niveau. In Luxemburg is de soort beschermd op nationaal niveau.

## Synoniemen
- basioniem: Orchis majalis Rchb. (1828)
  - Orchis latifolia var. majalis (Rchb.) Nyman (1882)
  - Orchis latifolia subsp. majalis (Rchb.) Klinge (1898)
  - Dactylorchis majalis (Rchb.) Verm. (1947)
  - Dactylorhiza comosa subsp. majalis (Rchb.) P.D.Sell (1996)

D. alpestris · 
D. aristata · 
D. atlantica · 
D. baumanniana · 
D. cordigera · 
D. cyrnea · 
D. czerniakowskae · 
D. durandii · 
D. elata (Grote rietorchis) · 
D. euxina · 
D. foliosa · 
D. francis-drucei · 
D. fuchsii (Bosorchis) · 
D. graggeriana · 
D. hatagirea · 
D. iberica · 
D. incarnata (Vleeskleurige orchis) · 
D. insularis · 
D. isculana · 
D. kafiriana · 
D. kerryensis · 
D. kulikalonica · 
D. lapponica · 
D. maculata (Gevlekte orchis) · 
D. maculata subsp. elodes (Tengere heideorchis) · 
D. maculata subsp. ericetorum (Heideorchis) · 
D. maculata subsp. savogiensis · 
D. magna · 
D. majalis (Brede orchis) · 
D. osmanica · 
D. phoenissa · 
D. praetermissa (Rietorchis) · 
D. praetermissa var. junialis (Gevlekte rietorchis) · 
D. purpurella (Purperrode orchis) · 
D. romana · 
D. russowii · 
D. saccifera · 
D. salina · 
D. sambucina (Vlierorchis) · 
D. sibirica · 
D. sphagnicola (Veenorchis) · 
D. sudetica · 
D. traunsteineri (Smalle orchis) · 
D. traunsteinerioides · 
D. umbrosa · 
D. urvilleana · 
D. viridis (Groene nachtorchis)